# The Last Campaign of Governor Booth Gardner
The Last Campaign of Governor Booth Gardner é um documentário de 2009 dirigido por Daniel Junge, que retrata a última campanha de Booth Gardner, ex-governador de Washington, D.C.. Como reconhecimento, foi nomeado ao Oscar 2010 na categoria de Melhor Documentário em Curta-metragem.